# AD16
A doença de Alzheimer 16 é uma proteína que em humanos é codificada pelo gene AD16. AD16, está relacionada com amiloidose e aparente excesso de mineralocorticóides.